# Zănești
Zănești – wieś w Rumunii, w okręgu Neamț, w gminie Zănești. W 2011 roku liczyła 4016 mieszkańców.